# Куничник наземний
Куни́чник назе́мний, куничник звичайний, куничник чагарниковий  (Calamagrostis epigejos (L.) Roth.) — багаторічна трав'яниста рослина родини тонконогових 80—150 см заввишки з довгим повзучим кореневищем.
Стебло прямостояче, у верхній частині шорстке, порожнисте. Листки чергові, голубувато- або сірувато-зелені, більш-менш шорсткі. Пластинка листка лінійна або широколінійна (3—10 мм завширшки), плеската або складена вздовж. Піхви довгі, слабошорсткі, рідше волосисті, обволікають стебло. На місці переходу пластинки листка у піхву розміщений плівчастий, довгастий язичок до 9 мм завдовжки. Квітки дрібні, непоказні, зібрані у великі прямостоячі волотисті суцвіття до 30 см завдовжки. Волоть густа, з вкороченими лопатевими гілочками. Колоски лінійно-ланцетні (5—7 мм завдовжки), одноквіткові, зелені або рожевувато-фіолетові з двома колосковими лусками. Квітка з двох квіткових лусок, трьох тичинок і однієї маточки. Зав'язь верхня з двома перистими приймочками. Нижня квіткова луска має прямий тонкий остюк, що звичайно відходить від середини її спинки. При основі нижньої квіткової луски є численні волоски, які майже вдвічі довші за луски.
Плід — довгаста зернівка, що обпадає разом з квітковими лусками і волосками, які її оточують.
Росте куничник у соснових і мішаних лісах, особливо в лісокультурах (злісний бур'ян), на вирубках і згарищах. Світлолюбна рослина. Цвіте в червні — серпні. Поширена і заготовляють по всій Україні.

## Практичне використання
Плетивна, волокниста, лікарська, декоративна, фітомеліоративна й кормова рослина. З довгих розщеплених стебел куничника і з його соломи плетуть циновки і мати, ним вкривають дахи господарських будівель, використовують на підстилку. В ботанічному інституті СРСР проводились досліди по одержанню волокна шляхом біологічного мочіння його листків і стебел. З волокна були виготовлені мотузки, які мали непогані показники міцності (мотузок діаметром 10 мм витримав 78 кг з видовженням на 17 мм, а конопляний 55—60 кг).
Волотисте суцвіття придатне для виготовлення віничків для змітання пилу, знімання павутини і для сухих зимових букетів.
Корені мають сечогінні властивості, використовуються в народній медицині при водянці.
Кормові властивості куничника незадовільні. Він дає грубе сіно, на пасовищах поїдається погано і то до початку колосіння. Сіно містить 7 % протеїну, 2,5 жиру, 12 золи, 40 клітковини, 50 % безазотистих екстрактивних речовин.
Як декоративна й фітомеліоративна рослина рекомендується для висівання на піщаних схилах у лісопарках, на укосах шосейних і залізничних шляхів, а також для закріплення пісків.